# Kejsarvattnet
Kejsarvattnet är en fjärd i Finland. Den ligger i kommunen Malax i  landskapet Österbotten, i den västra delen av landet, 400 km nordväst om huvudstaden Helsingfors.
Kejsarvattnet ligger nordväst om Trutören och har Storstensbådan i söder och Nordastören i öster. I norr och väster är den öppen mot Gloppet.